# Чижик, Владимир Дмитриевич
Владимир Дмитриевич Чижик (род. 24 октября 1938, Речица, Гомельская область) — испытатель парашютно-авиационной техники, Заслуженный парашютист-испытатель СССР (1986), Заслуженный мастер спорта СССР (1969).

## Биография
Родился 24 октября 1938 года в городе Речица, ныне Гомельской области (Республика Беларусь). В 1955 году окончил 10 классов школы. С 1958 года занимался парашютным спортом в Киевском аэроклубе. В 1961 году окончил Киевский институт инженеров ГВФ. Работал инженером во Внуковском авиаотряде и продолжал заниматься парашютным спортом в Центральном аэроклубе.
С 1966 года — парашютист-испытатель НИИ парашютостроения. Провёл испытания парашютов ПО-9 разных модификаций, «Кальмар» и других; парашютных систем ПСН-80, ПВ и других. 14 августа 1967 года участвовал в десантировании на пик Коммунизма (площадка на высоте 6100 м), 27 июля 1968 года — в десантировании на пик Ленина (площадка на высоте 7100 м), в августе 1982 года — в десантировании на восточную вершину Эльбруса (площадка на высоте 5621 м). В 1961 и 1962 годах участвовал в установлении 6 мировых парашютных рекордов. В 1986 году Чижику присвоено почетное звание Заслуженный парашютист-испытатель СССР (нагрудный знак № 6). С 1987 года работал инженером-конструктором НИИ парашютостроения, с 1993 года — работал конструктором на фирме САВИАТ. Выполнил около 5500 прыжков (из них 3200 — испытательных) и 1 тренировочное катапультирование. Имеет 17 авторских свидетельств.
Живёт в посёлке Восточный (в черте Москвы).

## Награды
- медаль «За отвагу» (07.07.1969)
- медаль «В ознаменование 100-летия со дня рождения Владимира Ильича Ленина»
- медаль «Ветеран труда»
- другие медали

## Почётные звания
- Заслуженный парашютист-испытатель СССР (15.08.1986)
- Заслуженный мастер спорта СССР (1969)